# Hypothyris paradoxa
Hypothyris paradoxa är en fjärilsart som beskrevs av Johannes Karl Max Röber 1930. Hypothyris paradoxa ingår i släktet Hypothyris och familjen praktfjärilar. Inga underarter finns listade i Catalogue of Life.